# Wilbert McClure
Wilbert McClure, född 29 oktober 1938 i Toledo, Ohio, död 6 augusti 2020, var en amerikansk boxare.
McClure blev olympisk mästare i lätt mellanvikt i boxning vid sommarspelen 1960 i Rom.